# Nuccio Carrara
Antonino Carrara detto Nuccio (Militello Rosmarino, 2 settembre 1950) è un politico italiano.

## Biografia
Laureato in lettere classiche, è un impiegato.
Alle elezioni politiche del 1994 viene candidato alla Camera dei deputati nel collegio uninominale di Nicosia, sostenuto dalla coalizione di centro-destra Polo delle Libertà in quota forzista, dove viene eletto deputato alla Camera con il 36,42% dei voti contro i candidati dei Progressisti Gaetano Grasso (31,61%), del Patto per l'Italia Sebastiano Sanzarello (22,39) e Nicola Capria dei Cattolici Socialisti Liberali Democratici (9,58%).
Alle politiche del 1996 ricandidato alla Camera, dove viene riconfermato deputato per Alleanza Nazionale. Nel corso della XIII legislatura è stato Vicepresidente della Commissione parlamentare consultiva in ordine alla attuazione della riforma amministrativa, membro della XIII Commissione permanente (Agricoltura) e della Commissione parlamentare per le questioni regionali.
Alle elezioni politiche del 2001 viene confermato alla Camera dei deputati.
Nel 2005 diviene sottosegretario di Stato alle Riforme istituzionali e devoluzione (terzo Governo Berlusconi).
Nel 2007 abbandona Alleanza Nazionale per aderire al movimento La Destra di Francesco Storace.